# Hermann August Krogmann
Hermann August Krogmann (* 3. August 1826 in Hamburg; † 14. Oktober 1894 ebenda) war ein deutscher Kaufmann und Politiker.

## Leben
Krogmann war Kaufmann in der Firma Wachsmuth & Krogmann. Er wirkte 1859 als Handelsrichter. Von 1864 bis 1865 gehörte Krogmann der Hamburgischen Bürgerschaft an. Zudem war er Mitglied der Geographischen Gesellschaft in Hamburg und in dieser Funktion bei der Finanzierung der zwischen 1873 und 1874 durchgeführten Antarktisfahrt Eduard Dallmanns behilflich. Zum Dank dafür benannte Dallmann die Krogmanninsel nach ihm. 1959 benannte das UK Antarctic Place-Names Committee auch den westlichen Ausläufer dieser Insel nach ihm, der seither als Krogmann Point bekannt ist.
Krogmann war seit dem 15. Juli 1856 mit Emma Beinhauer verheiratet. Otto Wilhelm Krogmann und Richard Carl Krogmann waren seine Söhne. Carl Vincent Krogmann und Werner Krogmann waren seine Enkel.